# カリフォルニア・ゼファー
カリフォルニア・ゼファー (California Zephyr) は、シカゴ(イリノイ州)とサンフランシスコ・ベイエリア(カリフォルニア州)を結ぶアムトラックの長距離列車である。3,924キロメートル (2,438マイル)の行程を、車中2泊3日、50時間以上かけて走るこの列車は、沿線の景色の良さで知られる。
利用者数は2013年度の統計で1日あたり1033人、年間376,932人であった。

## 概要
1949年から1970年までほぼ同じ区間で運転されていた同名の列車を起源とする。「西風」を意味するゼファーという名前は、シカゴ・バーリントン・クインシー鉄道が運転していた一連の列車に付けられていた愛称を受け継いだものである。
東側の発着駅はシカゴ・ユニオン駅、西側はサンフランシスコ湾を挟んでサンフランシスコの対岸にあるエメリービル駅である。運転開始当初はオークランドまで運転されていたが、1989年のロマ・プリータ地震でオークランド駅(16th Street Station)が大きな被害を受けたため、代わりの駅として近くにエメリービル駅が新設されて1994年からそこが発着駅になっている。サンフランシスコ市街とエメリービル駅の間は、アムトラックの専用バスが連絡している。

## 歴史

### 登場の経緯
カリフォルニア・ゼファーは、シカゴとサンフランシスコ（正確には、サンフランシスコ湾をはさんでサンフランシスコの対岸にあるオークランド）を、バーリントン鉄道、デンバー・リオグランデ・ウェスタン鉄道、ウエスタン・パシフィック鉄道を経由して結ぶ列車として1948年に登場した。
シカゴとサンフランシスコを結ぶ列車の歴史は、1869年のユニオン・パシフィック鉄道とセントラル・パシフィック鉄道による最初の大陸横断鉄道の開通により始まり、1890年代には、「オーバーランド・フライヤー」などの寝台車で組成された優等列車の運行もはじめられていた。デンバー市西部のロッキー山脈により、このルートは長らく2社の独占状態が続いたが、デンバー・リオグランデ鉄道が1930年代に最後の難関であったデンバー西部の山岳地帯の長大トンネル「モファット・トンネル」を開通させることで、競合する他社によるシカゴ〜サンフランシスコ間の列車運行が可能になった。このルートは既存ルートが通らないコロラド州の大都市デンバーを通る事が有利な点であった。最初に運行された列車は「エキスポジション・フライヤー」と呼ばれる当時サンフランシスコで開かれていた万博輸送を目的とした列車で、大成功を収めた。これを引き継いで登場した列車がカリフォルニア・ゼファー号である。
カリフォルニアゼファー号は、既存のゼファー号と同様、バッド社製造のステンレス製車両を使用しており、風光明媚な路線を長時間走行することから展望ドーム車を備え、個室寝台の比率も高かった。車両の斬新さに加え、「ゼファレット」というガイドを添乗させた事が人気を高めた。

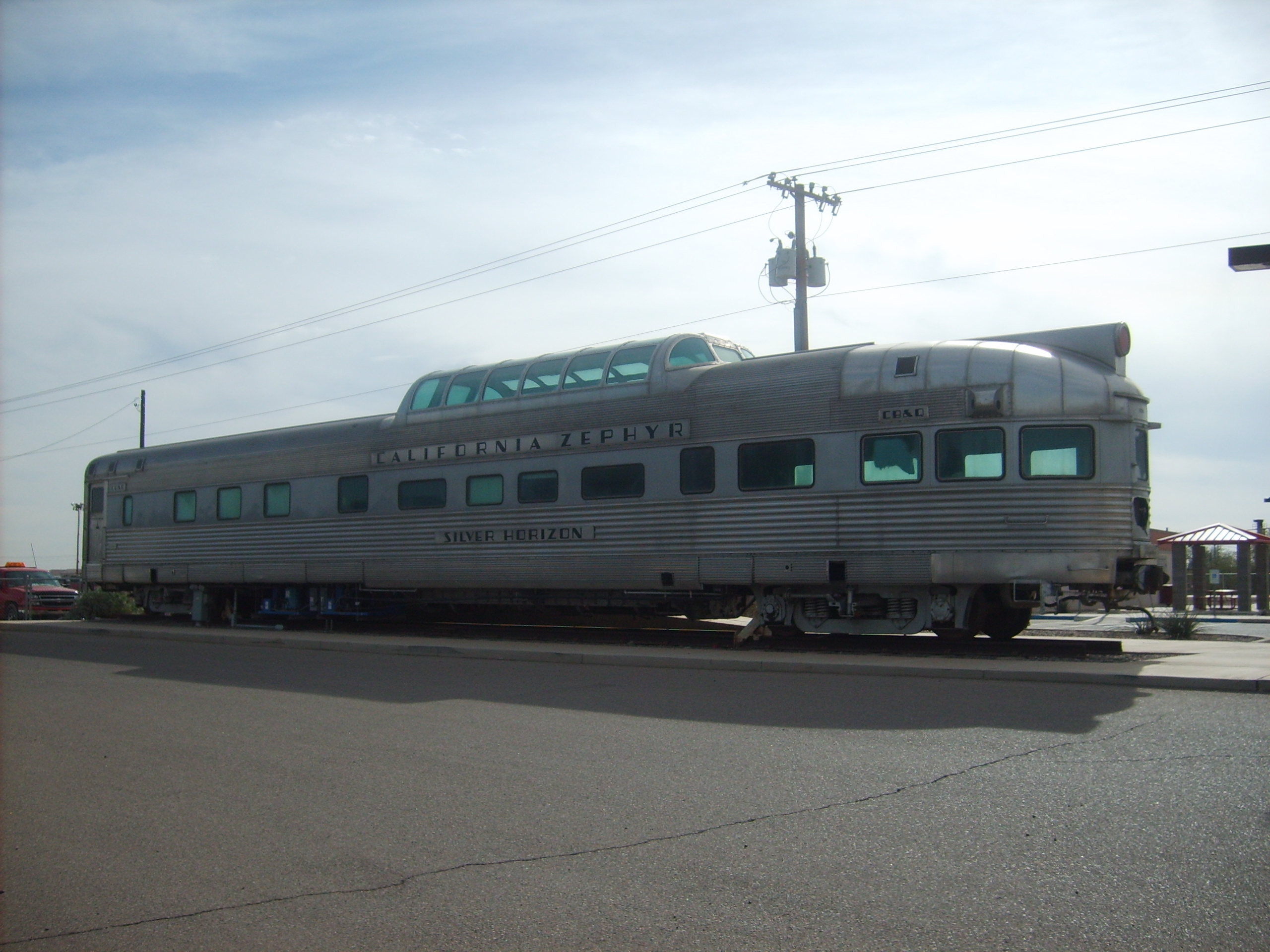
アリゾナ州マリコパ（フェニックス郊外）で静態保存されている「カリフォルニア・ゼファー」の展望車。なお、マリコパ駅には本列車ではなく、サンセット・リミテッドが停車する。

| - 荷物車 - 展望ドーム付座席車（リクライニングシート） - 展望ドーム付座席車（リクライニングシート） - 展望ドーム付座席車（リクライニングシート） - 展望ドーム付きビュッフェ、ラウンジ車 - 寝台車（10ルーメット-6ダブルベッドルーム） - 寝台車（10ルーメット-6ダブルベッドルーム） - 食堂車（定員48人） - 寝台車（16セクション） - 寝台車（10ルーメット-6ダブルベッドルーム、ニューヨークへ直通） - 展望ドーム付き展望車。ビュッフェ、ラウンジ付（1ドローイングルーム・3ダブルベッドルーム セクション：プルマン式開放寝台の事で、上段下段合わせて1セクション |

### 廃止問題とアムトラックによる現行列車の登場
栄華を極めたカリフォルニア・ゼファーであったが、鉄道全体の衰退に伴い苦境に立たされていった。
1960年代の半ば、運行会社の1つで、一番経営基盤の弱かったウエスタン・パシフィック鉄道が列車の廃止を提案、各社それぞれに思惑があり、また、廃止に関しては利用者の激しい反対に遭遇したが、列車は1970年代に廃止されてしまった。

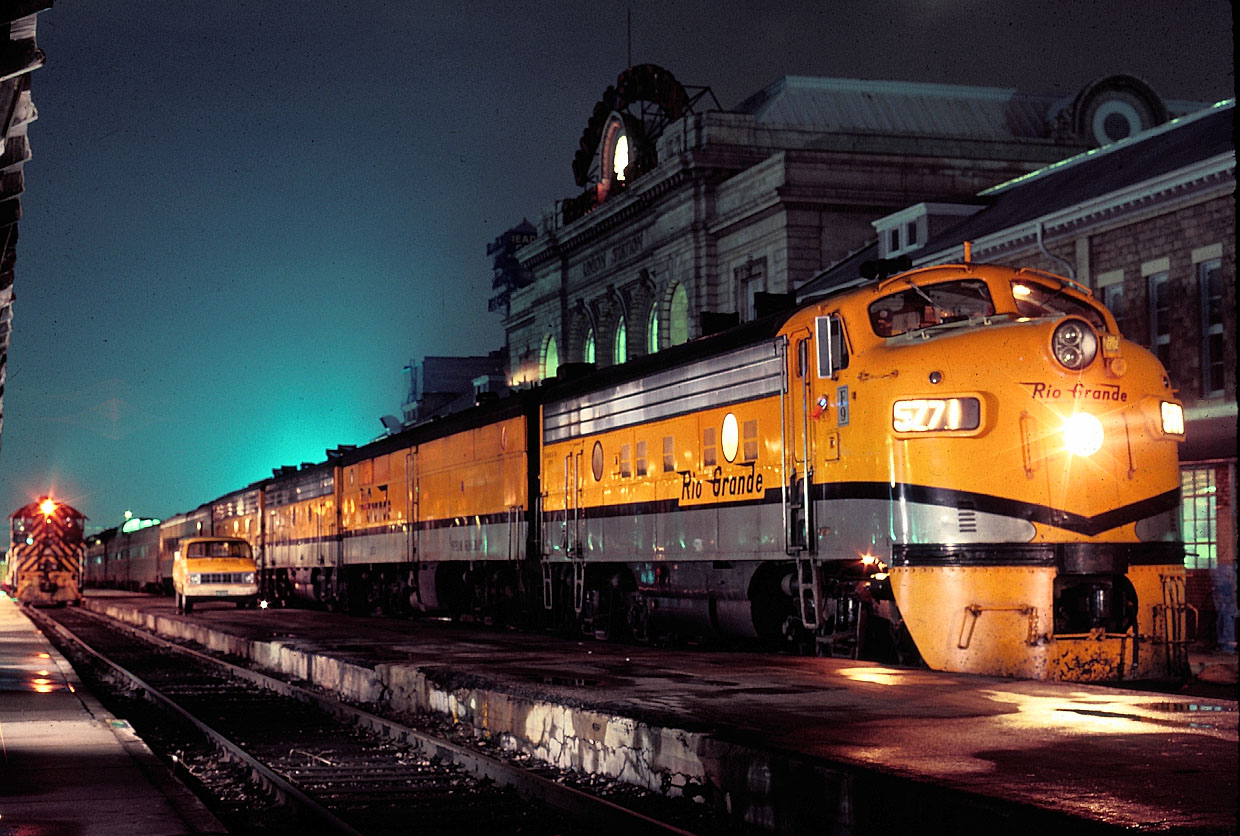
アムトラック発足後もデンバー・リオグランデ鉄道が運行を続けた「リオグランデ・ゼファー」号

名称は一旦消えたものの、この列車の後裔は数奇な運命をたどった。まず、「デンバー・リオグランデ鉄道」部分に関しては、カリフォルニア・ゼファーの編成を用いた「デンバー・リオグランデ・ゼファー」として週3回の運行が継続された。また、アムトラックの誕生に伴い、今まで各社がばらばらに運行していたシカゴ〜デンバー間の列車が1本に統一され、バーリントン鉄道経由のシカゴ〜サンフランシスコ間の列車、「サンフランシスコ・ゼファー」が登場する。しかし、デンバー・リオグランデ鉄道は独自の列車にこだわりつづけた為に、デンバー〜サンフランシスコ間は、最初の大陸横断鉄道のルートであるユニオン・パシフィック鉄道とセントラル・パシフィック鉄道の線路を吸収したサザン・パシフィック鉄道経由という迂回を伴う変則的なルートを走行することとなった。デンバー・リオグランデ鉄道が旅客列車運行をアムトラックに譲渡し、モファットトンネル経由の現在のカリフォルニア・ゼファーの運行が始まったのはしばらく後の事で、近年は、車両も総二階建てのスーパーライナーとなり面目を一新した。
シカゴ〜ソルトレイクシティ間で、ラスベガス経由ロサンゼルス行き「デザート・ウィンド（Desert Wind）」を併結した時期があったが、「デザート・ウィンド」はアムトラックの列車再編の波の中で廃止され、以後は代行バスが運行されている。

## 車両

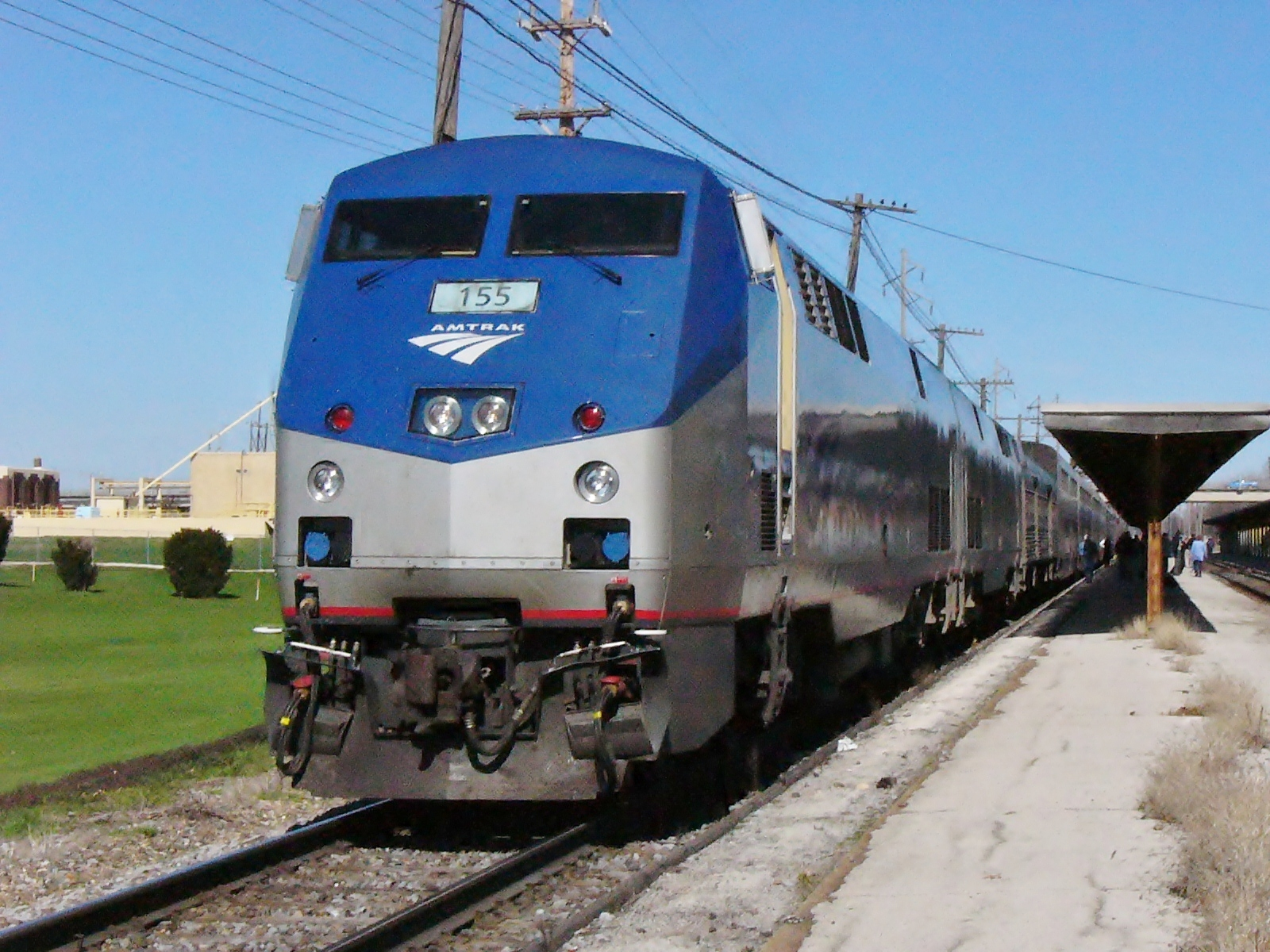
オマハに停車中のシカゴ行き列車。

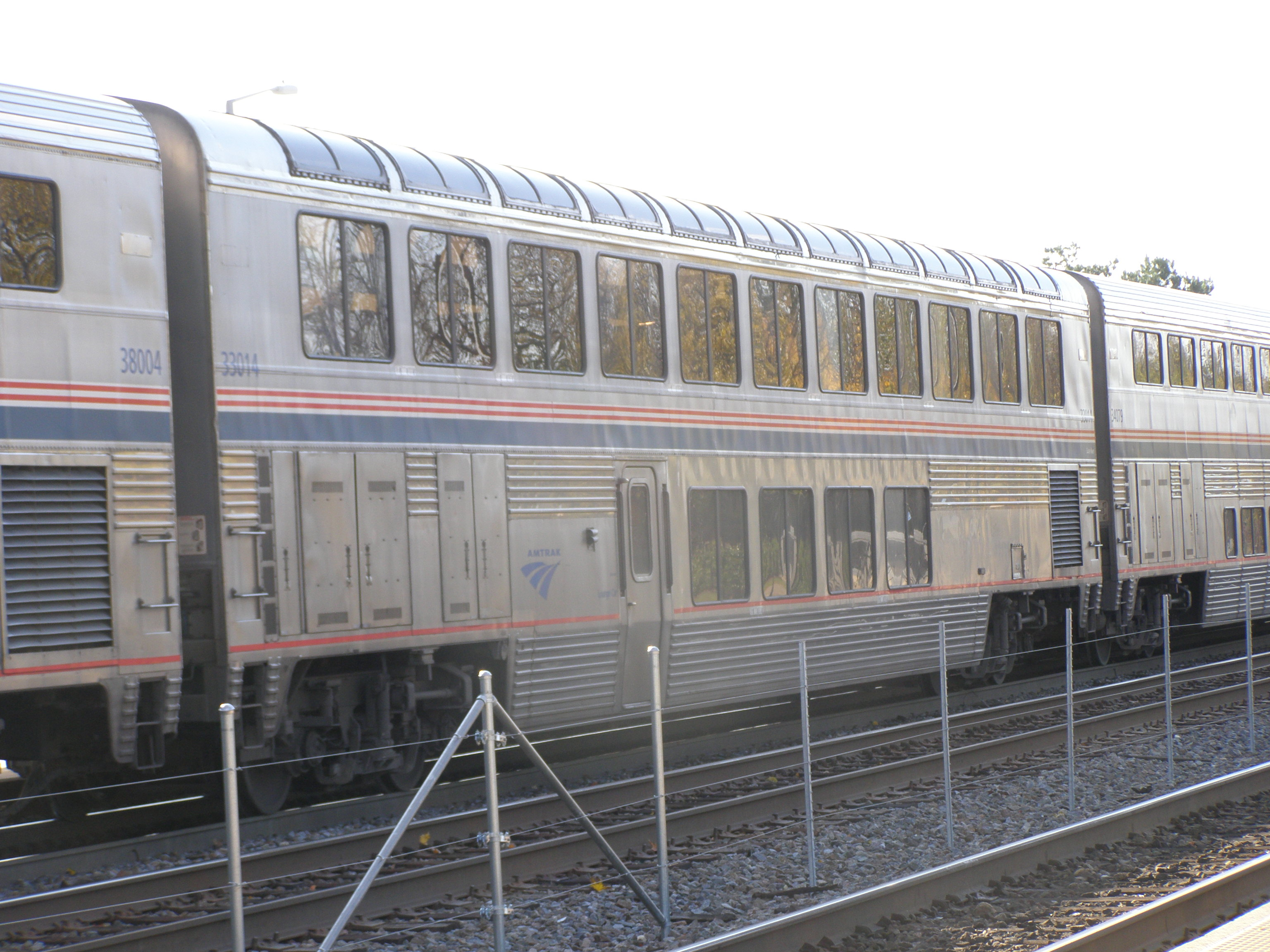
2階建車両であるスーパーライナー。

使用されているのは2階建て客車、スーパーライナーである。

両数は季節によって変わり、またシカゴ - デンバー間のみに連結される車両もある。
- 機関車 GE P42DC 2両
- 荷物車
- トランジション・スリーパー （乗務員用寝台車、一部の個室は乗客用に充てられることがある）
- コーチ（座席車）2～3両
- ラウンジ（展望車、1階は便所・洗面所とカフェ）
- ダイナー（食堂車、1階はキッチン）
- スリーパー（寝台車）2～3両

スリーパーは以下のような構成になっている
2階／シャワー・トイレ付き個室（2人用）：5室、ルーメット（2人用）：10室、便所
1階／家族用個室（大人2人＋小児2人）：1室、トイレ付き身体障害者用個室：1室、ルーメット：4室、便所、共同シャワー室
13駅で受託荷物の取り扱いがある。Wifiスポットは設置されていない。

## 停車駅
カリフォルニア・ゼファーは途中33駅に停車する。停車駅は以下の通り。
| 停車駅                   | 州               |
| ------------------------ | ---------------- |
| シカゴ・ユニオン駅       | イリノイ州       |
| ネイパービル             | イリノイ州       |
| プリンストン             | イリノイ州       |
| ゲイルズバーグ           | イリノイ州       |
| バーリントン             | アイオワ州       |
| マウントプレザント       | アイオワ州       |
| オタンワ                 | アイオワ州       |
| オセオラ（デモイン）     | アイオワ州       |
| クレストン               | アイオワ州       |
| オマハ                   | ネブラスカ州     |
| リンカーン               | ネブラスカ州     |
| ヘイスティングス         | ネブラスカ州     |
| ホルドリージ             | ネブラスカ州     |
| マクック                 | ネブラスカ州     |
| フォートモーガン         | コロラド州       |
| デンバー・ユニオン駅     | コロラド州       |
| フレーザー               | コロラド州       |
| グランビー               | コロラド州       |
| グレンウッドスプリングス | コロラド州       |
| グランドジャンクション   | コロラド州       |
| グリーンリバー           | ユタ州           |
| ヘルパー                 | ユタ州           |
| プロボ                   | ユタ州           |
| ソルトレイクシティ       | ユタ州           |
| エルコ                   | ネバダ州         |
| ウィネマッカ             | ネバダ州         |
| リノ駅                   | ネバダ州         |
| トラッキー               | カリフォルニア州 |
| コルファックス           | カリフォルニア州 |
| ローズビル               | カリフォルニア州 |
| サクラメント・バレー駅   | カリフォルニア州 |
| デービス                 | カリフォルニア州 |
| マーティネズ             | カリフォルニア州 |
| リッチモンド             | カリフォルニア州 |
| エメリービル駅           | カリフォルニア州 |